# Badminton aux Jeux olympiques d'été de 2004
Navigation
Sydney 2000 Pékin 2008
Aux Jeux olympiques d'été de 2004, les cinq épreuves de badminton ont lieu au Gymnase Olympique de Goudi dont les tribunes peuvent accueillir 5 000 personnes.

## Tableau des médailles pour le badminton
| Rang | Nation       | Or | Argent | Bronze | Total |
| ---- | ------------ | -- | ------ | ------ | ----- |
| 1    | Chine        | 3  | 1      | 1      | 5     |
| 2    | Corée du Sud | 1  | 2      | 1      | 4     |
| 3    | Indonésie    | 1  | 0      | 2      | 3     |
| 4    | Royaume-Uni  | 0  | 1      | 0      | 1     |
| 4    | Pays-Bas     | 0  | 1      | 0      | 1     |
| 6    | Danemark     | 0  | 0      | 1      | 1     |

## Simple hommes

### Médaillés
| Médaille                            | Joueur           | Pays         |
| ----------------------------------- | ---------------- | ------------ |
| Médaille d'or, Jeux olympiques      | Taufik Hidayat   | Indonésie    |
| Médaille d'argent, Jeux olympiques  | Shon Seung-mo    | Corée du Sud |
| Médaille de bronze, Jeux olympiques | Sony Dwi Kuncoro | Indonésie    |

### Quarts de finale
- Sony Dwi Kuncoro (Indonésie) - Park Tae Sang (Corée du Sud) : 2 - 0 (15-13, 15-4)
- Taufik Hidayat (Indonésie) - Peter Gade (Danemark) : 2 - 0 (15-12, 15-12)
- Boonsak Ponsana (Thaïlande) - Ronald Susilo (Singapour) : 2 - 0 (15-10, 15-1)
- Shon Seung Mo (Corée du Sud) - Chen Hong (Chine) : 2 - 1 (10-15, 15-4, 15-10)

### Demi-finales
- Taufik Hidayat (Indonésie) - Boonsak Ponsana (Thaïlande) 2 - 0 (15-9, 15-2)
- Shon Seung Mo (Corée du Sud) - Sony Dwi Kuncoro (Indonésie) 2 - 1 (15-6, 9-15,15-9)

### Match pour la3eplace
- Sony Dwi Kuncoro (Indonésie) - Boonsak Ponsana (Thaïlande) 2 - 0 (15-11, 17-16)

### Finale
- Taufik Hidayat (Indonésie)  - Shon Seung Mo (Corée du Sud) 2 - 0 (15-8, 15-7)

## Simple dames

### Médaillées
| Médaille                            | Joueuse    | Pays     |
| ----------------------------------- | ---------- | -------- |
| Médaille d'or, Jeux olympiques      | Zhang Ning | Chine    |
| Médaille d'argent, Jeux olympiques  | Mia Audina | Pays-Bas |
| Médaille de bronze, Jeux olympiques | Zhou Mi    | Chine    |

### Quarts de finale
- Zhou Mi (CHN) - Petya Nedelcheva (BUL) : 2 - 0 (11-4, 11-1)
- Mia Audina (NED) - Tracey Hallam (GBR) : 2 - 0 (11-0, 11-9)
- Zhang Ning (CHN) - Wang Chen (HKG) : 2 - 1 (9-11, 11-6, 11-7)
- Gong Ruina (CHN) - Cheng Shao-Chieh (TPE) : 2 - 0 (11-3, 11-3)

### Demi-finales
- Mia Audina (NED) - Gong Ruina (CHN) : 2 - 0 (11-4, 11-2)
- Zhang Ning (CHN) - Zhou Mi (CHN) : 2 - 0 (11-6, 11-4)

### Match pour la3eplace
- Zhou Mi (CHN) - Gong Ruina (CHN) : 2 - 1 (11-2, 8-11, 11-6)

### Finale
- Zhang Ning (CHN) - Mia Audina (NED) : 2 - 1 (8-11, 11-6, 11-7)

## Double hommes

### Médaillés
| Médaille                            | Joueurs                       | Pays         |
| ----------------------------------- | ----------------------------- | ------------ |
| Médaille d'or, Jeux olympiques      | Kim Dong-moon et Ha Tae-kwon  | Corée du Sud |
| Médaille d'argent, Jeux olympiques  | Lee Dong-soo et Yoo Yong-sung | Corée du Sud |
| Médaille de bronze, Jeux olympiques | Eng Hian et Flandy Limpele    | Indonésie    |

### Quarts de finale
- Kim Dong Moon / Ha Tae Kwon (KOR) - Zheng Bo / Sang Yang (CHN) : 2 - 0 (15-7, 15-11)
- Jens Eriksen / H. Martin Lundgaard (DEN) - Fu Haifeng / Cai Yun (CHN) : 2 - 1 (3-15, 15-11, 15-8)
- Lee Dong Soo / Yoo Yong Sung (KOR) - Choong Tan Fook / Lee Wan Wah (MAS) : 2 - 1 (11-15, 15-11, 15-9)
- Eng Hian / Flandy Limpele (INA) - Yim Bang Eun / Kim Yong Hyun (KOR) : 2 - 0 (15-1, 15-10)

### Demi-finales
- Kim Dong Moon / Ha Tae Kwon (KOR) - Eng Hian / Flandy Limpele (INA) : 2 - 0 (15-8, 15-2)
- Lee Dong Soo / Yoo Yong Sung (KOR) - Jens Eriksen / H. Martin Lundgaard (DEN) : 2 - 1 (9-15, 15-5, 15-3)

### Match pour la3eplace
- Eng Hian / Flandy Limpele (INA) - Jens Eriksen / H. Martin Lundgaard (DEN) : 2 - 0 (15-13, 15-7)

### Finale
- Kim Dong Moon / Ha Tae Kwon (KOR) - Lee Dong Soo / Yoo Yong Sung (KOR) : 2 - 0 (15-11, 15-4)

## Double dames

### Médaillées
| Médaille                            | Joueuses                      | Pays         |
| ----------------------------------- | ----------------------------- | ------------ |
| Médaille d'or, Jeux olympiques      | Zhang Jiewen et Yang Wei      | Chine        |
| Médaille d'argent, Jeux olympiques  | Huang Sui et Gao Ling         | Chine        |
| Médaille de bronze, Jeux olympiques | Ra Kyung-min et Lee Kyung-won | Corée du Sud |

### Quarts de finale
- Zhang Jiewen / Yang Wei (CHN) - Saralee Thungthongkam / Sathinee Chankrachangwong (THA) : 2 - 0 (15-2, 15-4)
- Ra Kyung Min / Lee Kyung Won (KOR) - Lotte Bruil /Mia Audina (NED) : 2 - 0  (15-5, 15-2)
- Huang Sui / Gao Ling (CHN) - Ann-Lou Joergensen / Rikke Olsen (DEN) : 2 - 0 (15-6, 15-7)
- Zhao Tingting / Wei Yili (CHN) - Lee Hyo Jung / Hwang Yu Mi (KOR) : 2 - 1 (8-15, 15-6, 15-13)

### Demi-finales
- Zhang Jiewen / Yang Wei (CHN) - Ra Kyung Min / Lee Kyung Won (KOR)  : 2 - 0 (15-6, 15-4)
- Huang Sui / Gao Ling (CHN) - Zhao Tingting / Wei Yili (CHN) : 2 - 0 (15-10, 17-14)

### Match pour la3eplace
- Ra Kyung Min / Lee Kyung Won (KOR) - Zhao Tingting / Wei Yili (CHN) : 2 - 1 (10-15, 15-9, 15/7)

### Finale
- Zhang Jiewen / Yang Wei (CHN) - Huang Sui / Gao Ling (CHN)  : 2 - 1 (7-15, 15-4, 15-8)

## Double mixte

### Médaillés
| Médaille                            | Joueurs                           | Pays        |
| ----------------------------------- | --------------------------------- | ----------- |
| Médaille d'or, Jeux olympiques      | Zhang Jun et Gao Ling             | Chine       |
| Médaille d'argent, Jeux olympiques  | Nathan Robertson et Gail Emms     | Royaume-Uni |
| Médaille de bronze, Jeux olympiques | Jens Eriksen et Mette Schjoldager | Danemark    |

### Quarts de finale
- Zhang Jun / Gao Ling (CHN) - Frederik Bergstrom / Johanna Persson (SWE) : 2 - 0 (15-3, 15-1)
- Jonas Rasmussen / Rikke Olsen (DEN) - Kim Dong Moon / Ra Kyung Min (KOR) : 2 - 0 (17-15, 15-8)
- Jens Eriksen / Mette Schjoldager (DEN) - Nova Widianto / Vita Marissa (INA) : 2 - 0 (15-12, 15-8)
- Nathan Robertson / Gail Emms (GBR) - Chen Qiqiu / Zhao Tingting (CHN) : 2 - 0 (15-8, 17-15)

### Demi-finales
- Nathan Robertson / Gail Emms (GBR) - Jonas Rasmussen / Rikke Olsen (DEN) : 2 - 0 (15-6, 15-12)
- Zhang Jun / Gao Ling (CHN) - Jens Eriksen / Mette Schjoldager (DEN) : 2 - 0 (15-9, 15-5)

### Match pour la3eplace
- Jens Eriksen / Mette Schjoldager (DEN) - Jonas Rasmussen / Rikke Olsen (DEN): 2 - 0 (15-5, 15-5)

### Finale
- Zhang Jun / Gao Ling (CHN) - Nathan Robertson / Gail Emms (GBR) : 2 - 1 (15-1, 12-15, 15-12)